# Gromada Siedlisko (Powiat Nowosolski)
Gromada Siedlisko war eine Verwaltungseinheit in der Volksrepublik Polen zwischen 1954 und 1972. Verwaltet wurde die Gromada vom Gromadzka Rada Narodowa, dessen Sitz sich in Siedlisko befand und aus 13 Mitgliedern bestand.

Die Gromada Siedlisko gehörte zum Powiat Głogowski in der Woiwodschaft Zielona Góra und bestand aus den ehemaligen Gromadas Siedlisko, Zwierzyniec, Piękne Kąty und Borowiec (ohne den Weiler Strzeszków) sowie dem Weiler Strzeszków der aufgelösten Gmina Bytom Odrzański.

Zum 1. Januar 1955 wurde die Gromada Siedlisko aus dem Powiat Głogowski ausgegliedert und in den Powiat Nowosolski eingegliedert. Zum 1. Januar 1958 wurde die aufgelöste Gromada Bielawy in die Gromada Siedlisko eingegliedert.

Die Gromada bestand bis Ende 1972 und wurde im Zuge der Kommunalreform aufgelöst und zum 1. Januar 1973 in die neugeschaffene Gmina Siedlisko eingegliedert.